# TLC: Tables, Ladders & Chairs 2012
TLC: Tables, Ladders & Chairs 2012 è stata la quarta edizione dell'omonimo evento in pay-per-view prodotto dalla WWE. Si è tenuto il 16 dicembre 2012 al Barclays Center di Brooklyn, New York.

## Storyline
Nella puntata di Raw del 19 novembre (il giorno dopo Survivor Series) viene concessa la possibilità a Wade Barrett di affrontare l'Intercontinental Champion Kofi Kingston, avendolo eliminato la sera prima in un Survivor Series Elimination Tag Team Match, in un non-title match. Grazie della vittoria di Barrett viene sancito un match per TLC per l'Intercontinental Championship fra i due.
Nella puntata di Raw del 26 novembre, Ryback costringe la Manager Supervisor di Raw, Vickie Guerrero, a concedergli un rematch a TLC per il WWE Championship contro CM Punk, che a Survivor Series era riuscito a mantenere il titolo sconfiggendo scorrettamente lo stesso Ryback e John Cena in un Triple Threat match con l'aiuto dello Shield (Dean Ambrose, Roman Reigns e Seth Rollins). Il match viene sancito e sarà un Tables, Ladders and Chairs match. Nella puntata di Raw del 3 dicembre, però, dopo un attacco da parte di Ryback, CM Punk si procura un infortunio al ginocchio che gli impedirà di difendere il titolo a TLC, senza però esserne privato. Vince McMahon annuncia sul sito della WWE che, a causa dei continui attacchi da parte dello Shield ai danni sia di Ryback che del Team Hell No (Daniel Bryan e Kane), in sostituzione si svolgerà un Six-man Tag Team Tables, Ladders and Chairs match che vedrà contrapposti Ryback e il Team Hell No contro lo Shield, e per la prima volta nella storia della WWE il match verrà deciso via schienamento o sottomissione.
Nel corso della puntata di Raw del 3 dicembre Vince McMahon costringe Vickie Guerrero a sancire un Ladder match fra John Cena e Dolph Ziggler, con in palio il World Heavyweight Championship Money in the Bank Contract di quest'ultimo, come una sorta di punizione per aver sollevato lo scandalo AJ riguardo alla sua presunta relazione con John Cena, rivelatasi poi infondata.
Il 26 novembre a Raw, viene sancito il re-match per lo United States Championship, che vedrà contrapposti il campione Antonio Cesaro e R-Truth.
Nella puntata di SmackDown del 23 novembre il General Manager Booker T sancisce un re-match per il World Heavyweight Championship fra Sheamus e il campione Big Show che aveva mantenuto il titolo scorrettamente a Survivor Series e che in seguito era stato colpito con 31 sediate da Sheamus. A causa di ciò l'incontrò sarà un Chairs Match.

## Risultati
| #       | Incontri                                                            | Stipulazioni                                                                        | Durata |
| ------- | ------------------------------------------------------------------- | ----------------------------------------------------------------------------------- | ------ |
| Kickoff | JTG ha sconfitto David Otunga                                       | Single match                                                                        | 03:21  |
| Kickoff | Naomi ha vinto eliminando per ultima Kaitlyn                        | Battle royal per determinare la prima sfidante al WWE Divas Championship            | 05:25  |
| 1       | Cody Rhodes e Damien Sandow hanno sconfitto Rey Mysterio e Sin Cara | Tag team tables match per determinare i primi sfidanti al WWE Tag Team Championship | 09:29  |
| 2       | Cesaro (c) ha sconfitto R-Truth                                     | Single match per il WWE United States Championship                                  | 06:40  |
| 3       | Kofi Kingston (c) ha sconfitto Wade Barrett                         | Single match per il WWE Intercontinental Championship                               | 08:13  |
| 4       | The Shield ha sconfitto Daniel Bryan, Kane e Ryback                 | Six-man tag team tables, ladders and chairs match                                   | 22:44  |
| 5       | Eve Torres (c) ha sconfitto Naomi                                   | Single match per il WWE Divas Championship                                          | 02:58  |
| 6       | Big Show (c) ha sconfitto Sheamus                                   | Chairs match per il World Heavyweight Championship                                  | 14:17  |
| 7       | Alberto Del Rio, The Brooklyn Brawler e The Miz hanno sconfitto 3MB | Six-man tag team match                                                              | 03:23  |
| 8       | Dolph Ziggler (Money in the Bank) ha sconfitto John Cena            | Ladder match per il Money in the Bank                                               | 23:16  |
|         |                                                                     |                                                                                     |        |

Battle royal
| #          | Wrestler     | Eliminata da    | Tempo |
| ---------- | ------------ | --------------- | ----- |
| 1          | Rosa Mendes  | Natalya         | 00:27 |
| 2          | Cameron      | Tamina Snuka    | 01:22 |
| 3          | Alicia Fox   | Aksana          | 01:30 |
| 4          | Aksana       | Layla           | 02:02 |
| 5          | Layla        | Tamina Snuka    | 03:32 |
| 6          | Natalya      | Kaitlyn e Naomi | 03:46 |
| 7          | Tamina Snuka | Naomi           | 04:40 |
| 8          | Kaitlyn      | Naomi           | 05:25 |
| Vincitrice | Naomi        | —               | 05:25 |